# Municipio de Proviso
El municipio de Proviso (en inglés: Proviso Township) es un municipio ubicado en el condado de Cook en el estado estadounidense de Illinois. En el año 2010 tenía una población de 151704 habitantes y una densidad poblacional de 1.971,43 personas por km².

## Geografía
El municipio de Proviso se encuentra ubicado en las coordenadas 41°51′53″N 87°52′16″O / 41.86472, -87.87111. Según la Oficina del Censo de los Estados Unidos, el municipio tiene una superficie total de 76.95 km², de la cual 76.95 km² corresponden a tierra firme y (0%) 0 km² es agua.

## Demografía
Según el censo de 2010, había 151704 personas residiendo en el municipio de Proviso. La densidad de población era de 1.971,43 hab./km². De los 151704 habitantes, el municipio de Proviso estaba compuesto por el 48.05% blancos, el 34.87% eran afroamericanos, el 0.34% eran amerindios, el 2.18% eran asiáticos, el 0.02% eran isleños del Pacífico, el 12.2% eran de otras razas y el 2.34% pertenecían a dos o más razas. Del total de la población el 27.66% eran hispanos o latinos de cualquier raza.